# Калугарени (Њамц)
Калугарени (рум. Călugăreni) насеље је у Румунији у округу Њамц у општини Појана Тејулуј. Oпштина се налази на надморској висини од 549 m.

## Становништво
Према подацима из 2002. године у насељу је живело 76 становника, од којих су сви румунске националности.